# ولاية تشيواوا
تشيواوا (بالإسبانية: Chihuahua)‏ واسمها رسميا ولاية تشيواوا الحرة وذات السيادة (بالإسبانية: Estado Libre y Soberano de Chihuahua)‏، هي إحدى ولايات المكسيك الإحدى والثلاثين. وعاصمتها هي مدينة تشيواوا.
تقع الولاية في شمال غرب المكسيك وتحدها ولايات سونورا إلى الغرب، سينالوا إلى الجنوب الغربي، دورانجو إلى الجنوب، كواويلا إلى الشرق. ولها حدود طويلة مع الولايات المتحدة إلى الشمال والشمال الشرقي، وتلاصق ولايتي نيو مكسيكو وتكساس.
تشيواوا هي أكبر ولايات المكسيك من حيث المساحة، حيث تبلغ مساحتها 247,455 كيلومتر مربع (95,543 ميل مربع)،  وهي أكبر قليلا من المملكة المتحدة. وتعرف الولاية أيضا باسم الولاية الكبيرة (بالإسبانية: El Estado Grande)‏.
ورغم أن الولاية يتم تعريفها في المقام الأول مع صحراء تشيواوا التي تحمل الاسم نفسه، فهي تملك غابات أكثر من أي ولاية أخرى في المكسيك، باستثناء ولاية دورانغو. نظراً لمناخها المتنوع، فهي تمتلك مجموعة كبيرة ومتنوعة من الحيوانات والنباتات. تتميز جغرافيا الولاية بالمناطق الجبلية الوعرة وأودية الأنهار الواسعة. تهيمن على أرض الولاية سلسلة جبال سييرا مادري الغربية، وهي امتداد من جبال روكي، وتعد موطنا أكبر موقع جذب سياحي في الولاية، لاس بارانكاس ديل كوبري، أو الجرف النحاسي، وهو وادي كبير أكبر وأعمق من جراند كانيون. وتقع البراري الشاسعة من العشب الأصفر القصير على منحدرات جبال سييرا مادري الغربية (حول مناطق كاساس جرانديس، كواتيموك، بارال)، وتشكل مصدرا كبيرا لإنتاج الولاية الزراعي. يعيش معظم السكان على طول وادي ريو غراندي وادي نهر كونتشوس.
تناقش المؤرخون واللغويون كثيرا على أصل اسم تشيواوا. وتقول أكثر النظريات قبولا أن الاسم مشتق من كلمة في لغة الناواتل تعنى «المكان الذي يلتقي فيه مياه الأنهار».
تمتلك ولاية تشيواوا اقتصادا متنوعا. وأهم ثلاث مراكز اقتصادية في الولاية هي: سيوداد خواريز، وهي مركز صناعي دولي؛ تشيواوا عاصمة الولاية. وديليسياس المركز الزراعي الرئيسي للولاية. تعتبر تشيواوا اليوم طريقا تجاريا مهما يجلب مليارات الدولارات من التجارة الدولية بعد معاهدة نافتا. من ناحية أخرى تعاني الولاية من تداعيات التجارة والأنشطة غير المشروعة وخاصة على الحدود.

## أعلام
- مارسيلينو سيرنا
- ميسيل رودريغيز
- دانييل توريس سامانيغو
- أرتور فيغا
- إنريكي لوسيرو
- إبراهام غونزاليس